# KTM 125 Duke
La 125 Duke est un modèle de moto du constructeur autrichien KTM.
Afin de construire ce véhicule, KTM a signé un accord avec le constructeur indien Bajaj pour la production de ce véhicule en Inde. En petites cylindrées, la KTM Duke est déclinée en 125, 200 et 390 cm3. Elle a été dessinée par Kiska, l’agence de design habituelle de KTM.
Elle est l’une des premières motos 125 cm3 à proposer l’ABS de série.